# Persone di nome Sam
| Questa pagina contiene informazioni ricavate automaticamente dalle voci biografiche con l'ausilio del template Bio e di un bot. L'aggiornamento è periodico e automatico e ricostruisce completamente la pagina. Se manca una persona in questa lista, sei pregato di non aggiungerla, ma accertati piuttosto che la sua voce biografica contenga il template Bio e che i dati anagrafici siano correttamente compilati. Se il template Bio manca, inseriscilo tu stesso o, in alternativa, metti l'avviso {{tmp\|Bio}} che ne segnala la mancanza. Se i dati riportati sono sbagliati, correggi direttamente la voce biografica; le modifiche saranno visibili in questa lista entro pochi giorni. Per chiarimenti vedi il progetto antroponimi. La lista contiene solo le 197 persone che sono citate nell'enciclopedia e per le quali è stato implementato correttamente il template Bio. Pagina aggiornata al 6 ago 2025. |

Questa è una lista di persone presenti nell'enciclopedia che hanno il nome Sam, suddivise per attività principale.

## Allenatori di calcio(3)
- Sam Collins, allenatore di calcio e ex calciatore inglese (Pontefract, n. 1977)
- Sam Goodwin, allenatore di calcio e calciatore scozzese (Tarbolton, n. 1943 - Coatbridge, † 2005)
- Sam Hollis, allenatore di calcio inglese (Nottingham, n. 1866 - Bristol, † 1942)

## Artisti(1)
- Samwise Didier, artista statunitense (n. 1971)

## Attivisti(2)
- Sam Childers, attivista statunitense (Grand Forks, n. 1962)
- Sam Dolgoff, attivista russo (Distretto di Bešankovičy, n. 1902 - † 1990)

## Attori(36)
- Sam Adegoke, attore nigeriano (Lagos, n. 1982)
- Sam Anderson, attore statunitense (Wahpeton, n. 1947)
- Sam Appel, attore messicano (Magdalena, n. 1871 - Los Angeles, † 1947)
- Sam Ashe Arnold, attore canadese (Ottawa, n. 2003)
- Sam Clemmett, attore britannico (Norwich, n. 1993)
- Sam Coppola, attore statunitense (Jersey City, n. 1932 - Leonia, † 2012)
- Sam Corlett, attore australiano (Nuovo Galles del Sud, n. 1995)
- Sam De Grasse, attore canadese (Bathurst, n. 1875 - Los Angeles, † 1953)
- Sam Douglas, attore inglese (Banbury, n. 1957)
- Sam Edwards, attore statunitense (Macon, n. 1915 - Durango, † 2004)
- Sam Hardy, attore statunitense (New Haven, n. 1883 - Hollywood, † 1935)
- Sam Hazeldine, attore britannico (Londra, n. 1972)
- Sam Heughan, attore scozzese (New Galloway, n. 1980)
- Sam Huntington, attore statunitense (Peterborough, n. 1982)
- Sam Benjamin Jackson, attore inglese (Wetherby, n. 1993)
- Sam Lee, attore, cantante e rapper cinese (Hong Kong, n. 1975)
- Sam Lerner, attore statunitense (Los Angeles, n. 1992)
- Sam Levene, attore statunitense (Russia, n. 1905 - New York, † 1980)
- Sam Lucas, attore e cantante statunitense (Romney, n. 1850 - † 1916)
- Sam Lufkin, attore statunitense (Salt Lake City, n. 1891 - Los Angeles, † 1952)
- Sam McDaniel, attore statunitense (Wichita, n. 1886 - Woodland Hills, † 1962)
- Sam McMurray, attore statunitense (New York, n. 1952)
- Sam Palladio, attore e musicista britannico (Pembury, n. 1986)
- Sam Reid, attore australiano (Nuovo Galles del Sud, n. 1987)
- Sam Richardson, attore, sceneggiatore e comico statunitense (Detroit, n. 1984)
- Sam Robards, attore statunitense (New York, n. 1961)
- Sam Saletta, attore statunitense (Stillwater, n. 1984)
- Sammy Snyders, attore canadese (Toronto)
- Sam Spruell, attore britannico (Londra, n. 1977)
- Sam Strike, attore britannico (Southend-on-Sea, n. 1994)
- Sam Trammell, attore statunitense (New Orleans, n. 1969)
- Sam Troughton, attore britannico (Hampstead, n. 1977)
- Sam Tutty, attore britannico (Crawley, n. 1998)
- Sam Underwood, attore britannico (Woking, n. 1987)
- Sam Wanamaker, attore, regista e direttore teatrale statunitense (Chicago, n. 1919 - Londra, † 1993)
- Sam Wang, attore, cantante e modello taiwanese (Taiwan, n. 1976)

## Attrici(2)
- Samia Doumit, attrice statunitense (Sacramento, n. 1975)
- Sam Phillips, attrice, modella e produttrice cinematografica statunitense (Savage, n. 1966)

## Autori di videogiochi(2)
- Sam Houser, autore di videogiochi britannico (Londra, n. 1971)
- Sam Lake, autore di videogiochi e scrittore finlandese (Helsinki, n. 1970)

## Biochimici(1)
- Sam Ruben, biochimico statunitense (San Francisco, n. 1913 - † 1943)

## Canottieri(2)
- Sam Bosworth, canottiere neozelandese (n. 1994)
- Sam Hardy, canottiere australiano (Camperdown, n. 1995)

## Cantanti(6)
- Sam Bettens, cantante e musicista belga (Kapellen, n. 1972)
- Lightnin' Hopkins, cantante e chitarrista statunitense (Centerville, n. 1912 - Houston, † 1982)
- Sam Hunt, cantante statunitense (Cedartown, n. 1984)
- Sam Mangwana, cantante della Repubblica Democratica del Congo (Kinshasa, n. 1945)
- Sam Martin, cantante statunitense (New York, n. 1983)
- Sam Ryder, cantante e chitarrista britannico (Maldon, n. 1989)

## Cantautori(2)
- Sam Fischer, cantautore australiano (Sydney, n. 1991)
- Sam Roberts, cantautore canadese (Pointe-Claire, n. 1974)

## Cavalieri(1)
- Sam Griffiths, cavaliere australiano (Melbourne, n. 1972)

## Cestisti(8)
- Sam Clancy, ex cestista, ex giocatore di football americano e allenatore di football americano statunitense (Pittsburgh, n. 1958)
- Sam Mack, ex cestista statunitense (Chicago, n. 1970)
- Sam Sessoms, cestista statunitense (Filadelfia, n. 1999)
- Sam Sibert, ex cestista statunitense (McCormick, n. 1949)
- Sam Smith, cestista statunitense (Hazard, n. 1944 - Indianapolis, † 2022)
- Sam Smith, ex cestista statunitense (Ferriday, n. 1955)
- Sam Thompson, cestista statunitense (Chicago, n. 1992)
- Sam Van Rossom, ex cestista belga (Gand, n. 1986)

## Chitarristi(2)
- Sam Coulson, chitarrista inglese (Chigwell, n. 1987)
- Sam Totman, chitarrista britannico (Londra, n. 1974)

## Ciclisti su strada(3)
- Sam Bennett, ciclista su strada irlandese (Wervik, n. 1990)
- Sam Brand, ciclista su strada britannico (Peel, n. 1991)
- Sam Oomen, ciclista su strada olandese (Tilburg, n. 1995)

## Coreografi(1)
- Sam Pinkleton, coreografo e regista teatrale statunitense (Hopewell, n. 1987)

## Costumisti(1)
- Sam Benson, costumista statunitense (New York, n. 1886 - West Hollywood, † 1957)

## Criminali(1)
- Sam Bass, criminale statunitense (Mitchell, n. 1851 - Round Rock, † 1878)

## Designer(1)
- Sam Hecht, designer inglese (Londra, n. 1969)

## Direttori della fotografia(1)
- Sam Leavitt, direttore della fotografia statunitense (New York, n. 1904 - Los Angeles, † 1984)

## Disc jockey(2)
- Jauz, disc jockey e produttore discografico statunitense (Mill Valley, n. 1993)
- Floating Points, disc jockey, produttore discografico e compositore britannico (Manchester)

## Fotografi(2)
- Sam Chui, fotografo cinese (Pechino, n. 1980)
- Sam Shaw, fotografo statunitense (New York, n. 1912 - Westwood, † 1999)

## Fumettisti(1)
- Sam Kieth, fumettista, illustratore e regista statunitense (Grand Rapids, n. 1963)

## Ginnasti(1)
- Sam Oldham, ginnasta britannico (n. 1993)

## Giocatori di beach volley(1)
- Sam Schachter, giocatore di beach volley canadese (Toronto, n. 1990)

## Giocatori di football americano(9)
- Sam Assadi, giocatore di football americano tedesco
- Sam Ball, giocatore di football americano statunitense (Henderson, n. 1944 - Henderson, † 2023)
- Sam Howell, giocatore di football americano statunitense (Waynesville, n. 2000)
- Sam Hubbard, ex giocatore di football americano statunitense (Cincinnati, n. 1995)
- Sam Martin, giocatore di football americano statunitense (Fayetteville, n. 1990)
- Sam Merriman, ex giocatore di football americano statunitense (Tucson, n. 1961)
- Sam Rutigliano, ex giocatore di football americano e allenatore di football americano statunitense (Brooklyn, n. 1933)
- Sam Williams, giocatore di football americano statunitense (Clayton, n. 1980)
- Sam Young, giocatore di football americano statunitense (Dayton, n. 1987)

## Giocatori di poker(2)
- Sam Angel, giocatore di poker statunitense (n. 1920 - † 2007)
- Sam Trickett, giocatore di poker britannico (Retford, n. 1986)

## Giocatori di snooker(2)
- Sam Baird, giocatore di snooker inglese (Uffculme, n. 1988)
- Sam Craigie, giocatore di snooker inglese (Wallsend, n. 1993)

## Golfisti(2)
- Sam Burns, golfista statunitense (Shreveport, n. 1996)
- Sam Torrance, golfista scozzese (Largs, n. 1953)

## Hockeisti su ghiaccio(3)
- Sam Colangelo, hockeista su ghiaccio statunitense (Stoneham, n. 2001)
- Sam Gagner, hockeista su ghiaccio canadese (London, n. 1989)
- Sam Reinhart, hockeista su ghiaccio canadese (n. 1995)

## Imprenditori(2)
- Sam Bankman-Fried, imprenditore statunitense (Stanford, n. 1992)
- Sam Phillips, imprenditore, produttore discografico e disc jockey statunitense (Florence, n. 1923 - Memphis, † 2003)

## Mafiosi(1)
- Sam Giancana, mafioso statunitense (Chicago, n. 1908 - Oak Park, † 1975)

## Medici(1)
- Sam Parnia, medico britannico (Londra)

## Modelli(2)
- Brody Jenner, modello e personaggio televisivo statunitense (Los Angeles, n. 1983)
- Sam Way, modello britannico (Exeter, n. 1987)

## Musicisti(2)
- Sam Bush, musicista statunitense (Bowling Green, n. 1952)
- Sam Rosenthal, musicista statunitense

## Nuotatrici(1)
- Sam van Nunen, nuotatrice olandese (Veghel, n. 2001)

## Pallavolisti(1)
- Sam Deroo, pallavolista belga (Beveren, n. 1992)

## Parolieri(2)
- Sam Coslow, paroliere, compositore e editore statunitense (New York, n. 1902 - Bronxville, † 1982)
- Sam M. Lewis, paroliere, compositore e cantante statunitense (New York, n. 1885 - New York, † 1959)

## Pianisti(1)
- Sam Yahel, pianista statunitense (Atlanta, n. 1971)

## Piloti automobilistici(1)
- Sam Bird, pilota automobilistico britannico (Londra, n. 1987)

## Piloti motociclistici(1)
- Sam Sunderland, pilota motociclistico britannico (Poole, n. 1989)

## Pistard(3)
- Sam Ligtlee, pistard olandese (Eerbeek, n. 1997)
- Sam Webster, pistard neozelandese (Auckland, n. 1991)
- Sam Welsford, pistard e ciclista su strada australiano (Perth, n. 1996)

## Politici(4)
- Sam Gibbons, politico statunitense (Tampa, n. 1920 - Tampa, † 2012)
- Sam Nujoma, politico namibiano (Ongandjera, n. 1929 - Windhoek, † 2025)
- Sam Rainsy, politico cambogiano (Phnom Penh, n. 1949)
- Sam Sullivan, politico canadese (Vancouver, n. 1959)

## Produttori cinematografici(2)
- Sam Spiegel, produttore cinematografico austro-ungarico (Jarosław, n. 1901 - Saint-Martin, † 1985)
- Sam Zimbalist, produttore cinematografico e montatore statunitense (New York, n. 1904 - Roma, † 1958)

## Produttori televisivi(1)
- Sam Register, produttore televisivo statunitense (New York, n. 1969)

## Psicologi(1)
- Sam Tsemberis, psicologo e psichiatra canadese (Skoúra, n. 1949)

## Pugili(2)
- Sam Langford, pugile canadese (Weymouth, n. 1883 - Cambridge, † 1956)
- Sam Sexton, pugile inglese (Norwich, n. 1984)

## Registi(5)
- Sam Garbarski, regista e sceneggiatore belga (Planegg, n. 1948)
- Sam Gold, regista statunitense (New York, n. 1978)
- Sam Newfield, regista statunitense (New York, n. 1899 - Los Angeles, † 1964)
- Sam Taylor, regista, sceneggiatore e produttore cinematografico statunitense (New York, n. 1895 - Santa Monica, † 1958)
- Sam Weisman, regista, attore e produttore televisivo statunitense (Binghamton, n. 1947)

## Rugbisti a 15(3)
- Sam Carter, rugbista a 15 australiano (Sydney, n. 1989)
- Sam Cordingley, ex rugbista a 15 australiano (Sydney, n. 1976)
- Sam Cox, rugbista a 15 britannico (Marnhull, n. 1980)

## Sassofonisti(1)
- Sam Butera, sassofonista e arrangiatore statunitense (New Orleans, n. 1927 - Las Vegas, † 2009)

## Sceneggiatori(4)
- Sam Esmail, sceneggiatore, produttore televisivo e regista statunitense (Hoboken, n. 1977)
- Sam Hamm, sceneggiatore statunitense (Charlottesville, n. 1955)
- Sam Means, sceneggiatore, autore televisivo e produttore televisivo statunitense
- Sam Neuman, sceneggiatore e scrittore statunitense

## Scenografi(1)
- Sam Comer, scenografo statunitense (n. 1893 - La Jolla, † 1974)

## Sciatori alpini(5)
- Sam Alphand, sciatore alpino francese (n. 1997)
- Sam Collins, ex sciatore alpino statunitense
- Sam Maes, sciatore alpino belga (Edegem, n. 1998)
- Sam Morse, sciatore alpino statunitense (n. 1996)
- Sam Mulligan, ex sciatore alpino canadese (Vancouver, n. 1997)

## Scrittori(4)
- Sam Bain, scrittore, sceneggiatore e comico britannico (n. 1971)
- Sam Lipsyte, scrittore statunitense (New York, n. 1968)
- Sam Marcy, scrittore e politico statunitense (Impero russo, n. 1911 - Manhattan, † 1998)
- Sam Selvon, scrittore trinidadiano (San Fernando, n. 1923 - † 1994)

## Snowboarder(1)
- Sam Vermaat, snowboarder olandese (n. 2005)

## Sociologi(1)
- Sam Bourcier, sociologo e attivista francese (n. 1963)

## Sovrani(1)
- Sam Sochi, sovrano e condottiero mongolo

## Tennisti(3)
- Sam Giammalva, ex tennista statunitense (Houston, n. 1934)
- Sam Querrey, ex tennista statunitense (San Francisco, n. 1987)
- Sam Riffice, tennista statunitense (Sacramento, n. 1999)

## Trombettisti(1)
- Sam Noto, trombettista statunitense (Buffalo, n. 1930)

## Tuffatori(1)
- Sam Dorman, tuffatore statunitense (Tempe, n. 1991)

## Velisti(1)
- Sam Meech, velista neozelandese (Portsmouth, n. 1991)

## Velocisti(1)
- Sam Stoller, velocista e lunghista statunitense (Cincinnati, n. 1915 - † 1985)

## Wrestler(1)
- Kit Wilson, wrestler britannico (Londra, n. 1994)

## Senza attività specificata(2)
- Solimano di Persia, persiano (n. 1648 - Esfahan, † 1694)
- Sam Willoughby, ex ciclista di BMX australiano (n. 1991)